# 升田幸三
升田幸三（ますだ こうぞう、1918年3月21日—1991年4月5日）是将棋棋士，實力制第4代名人，出生於広島県双三郡三良坂町（現三次市）。雖然名字正確的念法是「こうそう」，但是在将棋界則是通稱「こうぞう」。師承木見金治郎九段，棋士番号18。除了三冠獨佔等耀眼的戰績，其獨創的著法、個人風格和無數軼事，皆為将棋界的佳談。

## 人物
升田幸三是父親栄一、母親カツノ的第四個兒子。1932年（昭和7年）2月以「成為日本第一的將棋棋手」為目標離家出走。離家時在心愛的母親的尺上寫下的那句「我幸三、讓名人香車…」的話，也在之後成為現實（詳細後述）。
歷經過広島市餐飲店和洗衣店的雜役等曲折的經歷，最後終於拜師大阪木見金治郎八段門下。同門的前輩有大野源一、角田三男。而後輩則有其一生的對手大山康晴。雖然花了很長的時間才升到初段成為職業棋士（當時是初段就成為職業），在升上初段後便迅速開始嶄露頭角。就在此時，在阪田三吉的指導對局中曾得到如此激勵：「你的將棋是大有可為的，能夠打倒木村義雄的就只有你了」。
之後他被徵兵入伍陸軍。於昭和19年派遣至南方波納配島。當時此島已在美軍制空權下，面臨了補給斷絕，也曾多數在叢林的轟炸中來回奔逃。當時的升田早已做了戰死的覺悟，然而因為美軍並未上陸因此倖免於難。在回歸後再次繼續他的将棋生涯，在二戰後的将棋界中上演與木村義雄的死鬥，於木村引退後又與大山康晴競逐霸位。在第7期名人挑戦者決定三番勝負的第三局（高野山決戰）中，曾因為處於勝勢而不小心失誤下出了大惡手，最後反而意外被將死，留下了這句名言「不可有錯覺，應再看仔細（錯覚いけない、よく見るよろし）」。在達成成為将棋史上第一個三冠（名人・王将・九段)至霸的大業時也曾留下了這句「長路漫漫，回首仍在山麓（たどり来て、未だ山麓）」。
很重視「有魅力的将棋」，不拘泥於既定的定跡，以「新手一生」為號，在序盤創造出許多革新的下法。無論振飛車或居飛車均屢屢下出新手，被評為「如果将棋這個遊戲有壽命的話，那他就是那個把将棋壽命減短300年的男人」。有名的新手有升田式石田流、雀刺し、急戦矢倉、棒銀、轉飛車、對轉飛車章魚金、角交換腰掛銀升田定跡、駅馬車定跡、居飛車穴熊等。為了紀念其功績，每年頒發的将棋大賞中，在升田死後三年多於1995年(1994年度)增設「升田幸三賞」，以表彰創造新手及新戰法的棋士。
是使用角（角行）的名手，特別喜歡從自陣遠眺敵陣的「遠見的角」。
升田雖然留下了輝煌的功績，但因為在戰爭中罹患的疾病最後身體不支，現役晩年時長年修賽，在頭銜戰等實績上也被大山壓制，最終仍未獲得永世名人的稱號。1979年引退時順位戦從未於A級陷落，為了紀念他将棋連盟於1988年特別作了一個新的稱號追贈升田「実力制第4代名人」。
雖然其後繼者多被認為是加藤一二三，然而不僅加藤，仰慕其棋風的棋士非常多。就連現在的第一人羽生善治也曾在被問到最想和誰下将棋時回答道「我想和升田老師下」（雖然羽生曾在升田引退後和他下過圍棋，然而卻沒有機會下過将棋）。将棋年鑑中曾對全棋士實施如此問卷調查「最想和他下下看的棋士」，（先不論羽生世代的棋士曾跟大山下過棋這個因素）說出升田的棋士數量凌駕於大山、木村之上。谷川浩司曾在雙人組隊對局中下過，但也一樣沒有在一般的對局中下過。
引退後1982年2月27日曾於羽澤ガーデン，與當時號稱實力匹敵職業棋士的真劍師小池重明的讓角對局中完勝（大山讓角局輸，當時的名人中原誠則是讓角1勝1敗），這也是記錄中升田最後的一局。是引退後已經過3年之久的升田對上意氣風發的小池，對戰前大家都認為小池優勢，事實上一直到中間也是小池優勢。此局升田將玉將移至飛車上面下出了飛頭玉的奇手(被稱為‘棒玉’的全新奇襲)。小池在第50手時對於下出的8五歩已經確信自己作戰成功了，然而當小池滿腦子都在想著升田9四金逃走後該如何下的時候，升田竟然爽快的8五同金進行金將和歩兵交換，而就在這個瞬間小池也完全失去了勝利的機會。局後升田對小池說道：「會打8五歩的果然是素人。你大概忘了我是職業了吧」，而小池也不甘示弱地回道「我還以為你将棋變弱了」。就是這樣，升田一直到最後的最後都還是向世人展現出全新的新手。
晩年樂衷於與羽生和先崎学等年輕強豪和觀戰記者等下圍棋。

## 軼事
- 是個老菸槍，一天據說抽200根菸。此外又是個酒豪，之後曾對谷川浩司忠告道「我從5歳就開始喝酒導致記憶力減退，你一定要控制喝酒的量啊」。但是相反的他非常討厭賭博，雖然曾經稍微試過一次，但認為「會被運氣左右的並非勝負」因而終生不曾喜愛。
- 關於與一生的對手大山康晴的對局，擔任王将戦記録人的内藤國雄如此說道「升田先生愛抽菸，會在大大的菸灰缸上像花瓣一樣的擺放吸完的菸蒂。而相反的，大山名人則是低著頭一動也不動。這種感覺真的是非常美妙，散發著一種不動的感覺。因此不管看幾遍都不會膩，這兩個人的對局不僅僅是棋譜，就連對局的樣子也彷彿一幅畫般美麗。」
- 二戰結束後沒多久，統治日本的GHQ以「在将棋中會把從對手那奪來的棋子拿來使用，這是內含了虐待俘虜思想的野蠻遊戲」為由一度要禁止将棋。作為将棋連盟代表的升田則是提出了與GHQ相反的觀念反駁道｢将棋是講求如何有效活用人材的理性的遊戲。在西洋棋中會殺掉吃掉的子，這應該才是對於俘虜的虐待吧。當國王有危險的時候就連皇后也可以拿來當擋箭牌逃走，這不是跟你們的民主主義和女士優先的思想相反嗎｣。
- 雖然曾說過「女人頭腦不好」「女人下不了将棋」等女性差別的發言，但在女性間升田人氣很高，他自己本身也對女性非常溫柔。當時的女流名人蛸島彰子向升田要簽名時，升田也直接爽快的答應。此外也曾對當時十幾歲的中井広恵說過：「女人将棋不強也沒關係，只要抱起來舒服就好了」[5]。
- 圍棋也很強，曾經多次出場業餘大賽，在團體戰時自己一定要以主將身分出場。死後在後輩米長邦雄等的努力下獲得日本棋院頒發圍棋業餘八段（米長當時曾以「大鬍子的九段」暱稱升田而請求追贈其九段，然而到底還是沒有受到許可）。
- 很喜歡劍豪的故事，曾出演過電視的時代劇。
- 曾被詢問是否有意參選參議院選舉，升田以「對本業有自信的人不會去當政治家」回絕。
- 曾在全日本選手権戦（之後的十段戦→竜王戦）中對對手木村名人說道「名人什麼的不過就是像垃圾一樣的東西」。對此，有點生氣的木村反駁道「那你算什麼東西？」，升田以「大概是乞求著垃圾的蒼蠅吧」如此毒舌卻又幽默的回答回應。然而木村則是以「那麼要不要試著成為名人戰挑戰者看看？」駁斥回去。
- 和塚田正很要好，常常一起喝酒。有一次升田喝醉的時候說道「我是太陽，而你是月亮」，平時沉默寡言的塚田突然生氣反駁道「為什麼我是月亮」。
- 晩年曾說過「要是我能再活一遍，我要像天野宗歩一樣3歳就學會下将棋，然後讓名人一隻角」。
- 受任為朝日新聞的将棋嘱託，在昭和50年代時於名人戦問題中有多數偏袒朝日的言行。雖然和加藤一二三一同為朝日棋戰存續持續奔走，然而果然和這兩位個性鮮明的人有共鳴的人太少了，最後轉由毎日新聞管理。
- 在當時入伍的時候升田因為煙草、酒和不規則的生活作息身體非常虛弱，「多虧進入了軍隊開始過起規律的生活，再加上定期的運動我的身體才大大的好轉。要是我當時沒有入伍的話身體大概早就壞掉了」他如此敘述到。此外在槍劍的比賽中一開始都被老兵們打得落花流水，但在掌握了一個秘訣候就再也沒有輸過了。關於這個祕訣升田如此敘述道：「要好好觀察對手的呼吸。人一定是吸了之後才吐。在對方吐氣時攻擊是沒有用的，要在對手剛吐完準備要吸氣的瞬間大叫唉呀攻過去。大部分的人在剛開始吸氣的瞬間都會變得毫無防備，自從發現這件事後就再也沒有在槍劍上輸過了」。這個故事簡直就是如實的寫照，告訴我們升田将棋的厲害在於他可以徹底看透對手的習慣。
- 曾經在某個對局中，升田在混亂的終盤戦中啪的一聲用力放下了一手勝負手。當時升田自信滿滿的自言自語道「將死了」。對手因為身為大棋士的升田一副自信滿滿的說將死了因而喪失了戰意而認輸。然而在局後的復盤檢討時發現其實並沒有將死。對手向升田怨恨的抱怨了一句，升田則回道「身為職業棋士自己不好好確認，只因為我的一句就認輸，你的棋力不過也就這樣而已」。
- 在和巨人隊的長嶋茂雄對談時說道「棒球打擊率只要3成就能稱為上等，在将棋中勝率沒有7成就沒有辦法稱為一流，你要好好精進自己」，被這麼說後長嶋就從長久以來的瓶頸中脫離了。
- 正如其無數的軼事所示，他有點愛說大話。然而這也是升田的魅力之一。
- 和作家五味康祐很要好，兩人的風貌也很像，也時常被搞混。

## 讓名人香車
這是升田在目標成為将棋棋手離家出走時，在母親的尺上寫下的話。
一般認為是「我幸三，如果讓名人香車贏的話就去大阪」（也有「我幸三，在還沒讓名人香車之前不回來」）。「讓香車」是指以香車落的手合對局，有書認為這句話意思不通順因而把「如果贏的話」改成「為了贏」，但這是錯的。「再怎麼說都是『如果贏的話』」，升田本人在自傳中如此寫道。也許是因為當時他並不知道将棋世界的組織構造，只知道當時東京有関根名人，大阪則有阪田三吉襲名関西名人，因而認為広島也有名人。「那先打倒広島的名人再去大阪吧」，升田是這樣推測他那已經完全不記得的當時的心境。
1952年（昭和27年）第1期王将戦中，他與當時的名人木村義雄下七番勝負爭奪頭銜。當時的王将戦採三番手直制度，在一方勝數超過對手三勝時勝下的對局手合以香車落和平手交互輪替。升田當時以4比1領先木村，在接下來的第6局將以讓香對戰，讓名人香車的對局好不容易得以實現，但這局他拒絕對局因而以不戰敗告終（陣屋事件）。
1956年（昭和31年）升田與同門師弟大山名人（當時）角逐王将戦，又再度有機會讓名人香車。這次就真的有實際對局，升田也從大山手中取得勝利，這就是「讓名人香車並贏」實現的瞬間。
此後便沒有能和名人讓香對局的人了，可謂前無古人後無來者，當然讓香還贏的也只有升田幸三一人而已。
對於當時的心境，升田在晚年的採訪中如此提到：
「當時喜悅是一天比一天還要高漲，真的馬上死掉都不足憾了。無論歷經幾百還是幾千年，我的名字還會留在歷史上。時間過了越久我越覺得，當時能贏真是太好了。因為打從我開始下将棋以來，就只有我一個人能對名人讓子。」

## 昇段履歴
- 1932年 入門
- 1934年 初段
- 1936年1月1日 四段
- 1936年 五段
- 1938年 六段
- 1943年 七段
- 1947年 八段（順位戦A級昇級）
- 1958年 九段（因為順位戦出眾的成績）
- 1979年 引退
- 1988年4月 実力制第4代名人
- 1991年4月5日 逝去（享年73）

## 成績
生涯成績 544勝376敗(勝率：0.591)
順位戦(A級)中的勝率0.724(139勝53敗1持将棋)，這也是一直到現在(2017年3月)歷代A級棋士中的最高勝率。

### 獲得頭銜
（詳細請參照末尾的表）
- 名人 2期（第16期～17期）
順位戦A級以上 連続31期
- 九段 2期（第7期～8期）
- 王将 3期（第1期・5期～6期）

頭銜戰登場23回、獲得7

### 一般棋戰優勝
- NHK杯戦　3回（第2回-1952年度・第7回・第13回）
- 九・八・七段戦　1回（第3回-1956年度）
- 其他棋戰優勝2回

## 記錄
- 史上第一個全冠制霸 三冠王（1957年）

## 受獎
- 1973年11月3日　紫綬褒章

## 著書
- 升田将棋 升田幸三 著 朝日新聞社 1948
- 将棋 升田幸三 著 朝日新聞社 1953 (アサヒ相談室)
- 現代将棋大全集 駒落篇 升田幸三 監修 湯川弘文社 1953
- 勝負の虫 升田幸三 著 朝日新聞社 1960
- 歩を金にする法 升田幸三 著 講談社 1963　小学館文庫
- 将棋野郎 : 人の使い方・駒の使い方 升田幸三 著 秋田書店 1967 (サンデー新書)
- 升田十五番勝負 : 升田将棋教室 升田幸三 著 秋田書店 1968 (サンデー新書)
- 升田将棋次の一手 升田幸三 著 秋田書店 1968 (サンデー新書)
- 私ならこう勝負する : 勝負の勘とビジネスの極意 升田幸三 著 学習研究社 1969 (Gakken business)
- 升田の将棋入門 升田幸三 著 弘文社 1969 (升田将棋シリーズ ; 第1)
- 升田将棋入門 升田幸三 著 秋田書店 1969 (サンデー新書)
- 勝負 升田幸三 著 サンケイ新聞社出版局 1970　　のち『勝負 : 人生は日々これ戦場』として成甲書房
- ここでこう指せ 升田幸三 著 弘文社 1970 (初段をめざして ; 4)
- 升田流新戦法 升田幸三 著 弘文社 1971
- 升田式石田流 升田幸三 著 日本将棋連盟 1973　1994年新版
- 人生勝負 : 戦いに負けたくない人のために 升田幸三 著 学習研究社 1974 (アインブックス ; 27)
- 升田将棋勝局集 升田幸三 著 講談社 1975 のち文庫
- 王手 升田幸三 著 サンケイ新聞社出版局 1975 (Sankei drama books)　のち『王手 : ここ一番の勝負哲学』として成甲書房、のち中公文庫
- ひねり飛車の指南 升田幸三 著 大泉書店 1979 (升田の将棋指南シリーズ)
- 升田流戦術の指南 升田幸三 著 大泉書店 1979 (升田の将棋指南シリーズ)
- 向い飛車の指南 升田幸三 著 大泉書店 1980 (升田の将棋指南シリーズ)
- 四間飛車の指南 升田幸三 著 大泉書店 1980 (升田の将棋指南シリーズ)
- 角交換戦法の指南 升田幸三 著 大泉書店 1980 (升田の将棋指南シリーズ)
- 名人に香車を引いた男 : 升田幸三自伝 升田幸三 著,田村龍騎兵 筆録 朝日新聞社 1980　のち朝日文庫 のち『升田幸三 : 名人に香車を引いた男』（日本図書センター）のち中公文庫 ISBN 4-12-204247-X
- 中飛車の指南 升田幸三 著 大泉書店 1980 (升田の将棋指南シリーズ)
- 矢倉戦法の指南 升田幸三 著 大泉書店 1980 (升田の将棋指南シリーズ)
- 三間飛車の指南 升田幸三 著 大泉書店 1980 (升田の将棋指南シリーズ)
- 現代将棋名局集 9 升田幸三名局集 筑摩書房 1981
- 升田将棋選集 第1巻～第5巻　升田幸三 著 朝日新聞社 1985 - 1986 ISBN 4-02-255411-8
- 升田幸三全局集 升田幸三全局集製作委員会 著 講談社 2005
- 升田幸三名局集 升田幸三 著 日本将棋連盟 2012
- 升田の研究 : 鬼手と石田流 升田幸三 著 日本将棋連盟 2015 (将棋連盟文庫)

## 関連書・研究本
- 『棋界の風雲児　升田八段』 樋口金信 誠光社 1948.2 - 大阪毎日新聞記者的半生記。卷頭收錄木見金治郎的推薦文。
- 『作家が見た升田将棋』 朝日新聞社（編）朝日新聞出版 1993.4 - 観戦記集
  - 坂口安吾,長与善郎,梅原龍三郎,富本憲吉,加藤治郎,倉島竹二郎,藤沢桓夫,升田幸三,金子金五郎,井伏鱒二,永井龍男,上林暁,瀧井孝作,田村孝雄（龍）,東公平（紅）
- 『好妻好局 夫・升田幸三との40年』 升田静尾、藤田健二 文藝春秋 1996.4 - 升田夫人的回顧談。
- 『升田幸三物語』 東公平 日本将棋連盟 1996.3
- 『升田幸三全局集』 升田幸三全局集製作委員会 講談社 2005.1 - 現存升田的全棋譜以CD-ROM収録。
- 『升田将棋の世界』 真部一男 日本将棋連盟 2005.7

## 頭銜戰全成績
| 年度 | タイトル | 勝敗      | 相手     | 備考                       |
| 1951 | 名人     | ●○●●○●    | 木村義雄 |                            |
| 1951 | 王将     | ○○●○○指込 | 木村義雄 | 初代王将、陣屋事件         |
| 1953 | 名人     | ●●○●●     | 大山康晴 |                            |
| 1953 | 王将     | ●●○千●○●  | 大山康晴 | 防衛失敗                   |
| 1954 | 名人     | 千●●●○●   | 大山康晴 |                            |
| 1955 | 王将     | ○○○指込   | 大山康晴 | 奪取（讓名人香車並贏）     |
| 1956 | 王将     | 千○○●●○○  | 大山康晴 | 防衛                       |
| 1956 | 九段     | ●○○○○     | 塚田正夫 | 奪取                       |
| 1957 | 名人     | ○●○○●○    | 大山康晴 | 奪取、三冠独占             |
| 1957 | 九段     | ○○●●○○    | 大山康晴 | 防衛                       |
| 1957 | 王将     | ○○●●○●●   | 大山康晴 | 防衛失敗                   |
| 1958 | 名人     | ○○○持●●○  | 大山康晴 | 防衛                       |
| 1958 | 九段     | ○○●●●●    | 大山康晴 | 防衛失敗                   |
| 1959 | 名人     | 千○●●●●   | 大山康晴 | 防衛失敗、大山獨佔三冠     |
| 1962 | 十段     | ●○●●○○●   | 大山康晴 |                            |
| 1963 | 名人     | ●●●○●     | 大山康晴 |                            |
| 1963 | 十段     | ●○●●○○●   | 大山康晴 |                            |
| 1963 | 棋聖・後 | ●●○●      | 大山康晴 |                            |
| 1964 | 十段     | ●○●●○●    | 大山康晴 |                            |
| 1965 | 棋聖・前 | ○●○●●     | 大山康晴 |                            |
| 1966 | 名人     | ○○●●●●    | 大山康晴 |                            |
| 1968 | 名人     | ●●●●      | 大山康晴 |                            |
| 1971 | 名人     | ●○○●○●●   | 大山康晴 | （以「升田式石田流」接戰） |

## 腳註
1. ↑  東公平『升田幸三物語』角川書店、2003年 ISBN 978-4043714018 10頁。地元の有名人にあやかった名前という。名前から想像されるように三男というわけでもなく、実際は四男である。
2. ↑  一応理屈としては、二人零和有限確定完全情報ゲームである以上、最良の手を突き詰めれば「先手必勝」「後手必勝」「両者引き分け（千日手または持将棋）」のいずれかに行き着く。しかし、少なくとも現在考えられうる理論的可能性として、組合せ爆発のために現実的な話ではない。
3. ↑  1968年の第27期名人戦第2局で先手番で採用した。ちなみに後手番は大山康晴十五世名人で四間飛車であった。しかし、升田の構想が先進過ぎて、当時の将棋界は升田の「珍しい左穴熊」を居飛車穴熊とは認識できなかった。後年になって升田自ら、この一戦を「升田の将棋指南シリーズ／四間飛車の指南（大泉書店）」でも取り上げており、田中寅彦九段を元祖として居飛車穴熊戦法がプロの間に流行していたことに触れて、自分のことを忘れてもらっては困るともユーモアたっぷりにコメントしていた。
4. ↑  なお、それ以前に「名誉名人」の称号を升田に打診したが、小菅剣之助や土居市太郎のように「名人になっていない棋士」に与えられた称号であったため、升田が拒否した。
5. ↑  HIROE624 （页面存档备份，存于） 中井広恵Twitter参照
6. ↑  1956年度の九段戦七番勝負が行われたのは1957年2～4月であるため、決着は王将戦より遅かった。

## 外部連結
- 升田幸三｜棋士データベース｜日本将棋連盟（页面存档备份，存于）